# Templo de Colonia Juárez
El Templo de Colonia Juárez, México, es uno de los templos construidos y operados por la Iglesia de Jesucristo de los Santos de los Últimos Días, el número 55 construido por la iglesia y el primero de dos templos en el estado de Chihuahua, ubicado en la pequeña aldea de Colonia Juárez. El templo de Colonia Juárez es el tercero de una serie de templos de menor tamaño construidos por la iglesia bajo la presidencia de Gordon B. Hinckley. Con 6800 pies cuadrados (631,7 m²) de construcción, es el templo más pequeño operado por la iglesia SUD a nivel mundial. El templo de Ciudad Juárez fue construido un año después, convirtiéndose en el segundo templo del estado de Chihuahua.

## Historia
Durante más de setenta años el Templo de Mesa (Arizona), dedicado en 1927, fue el templo más cercano a las colonias SUD al norte de México. Al principio, los colonos tenían que viajar un día de camino por carreteras de tierra. Cuando la carretera pavimentada llegó a las colonias en los años 1950, pasó por San Buenaventura en el sureste, una ruta más indirecta. El camino más directo a El Paso fue pavimentado en los años 1970, continuándose durante los años 1980 a través de las montañas al noroeste hasta Douglas (Arizona), reduciéndose el tiempo de viaje para los fieles camino a Mesa.

## Anuncio
En la conferencia general de la iglesia SUD celebrada el 4 de octubre de 1997, el entonces presidente de la iglesia, Gordon B. Hinckley anunció los planes de construir un segundo templo en Chihuahua. Hinckley anunció la construcción de un mayor número de templos alrededor del mundo que serían construidos de menor tamaño. En la dedicación del templo de Colonia Juárez, Hinckley mencionó que fue en el norte de México donde le llegó la inspiración de construir templos de menor tamaño para atender las necesidades ceremoniales de sus miembros en regiones con menor población. El primero de estos templos fue el Templo de Monticello (Utah). Se aunció que de ese mismo modelo arquitectónico se construiría el templo de Colonia Juárez, el tercero dedicado desde el anuncio de Hinckley.

## Dedicación
El templo SUD de Colonia Juárez fue dedicado para sus actividades eclesiásticas en cuatro sesiones el 6 de marzo de 1999 por Gordon B. Hinckley, dos semanas antes de la dedicación del Templo de Madrid. Duró un año entre la ceremonia de la primera palada y su dedicación, uno de los templos de menor duración en su construcción. Con anterioridad a ello, del 25 al 27 de febrero de ese mismo año, la iglesia permitió un recorrido público de las instalaciones y del interior del templo al que asistieron más de 27.000 visitantes. La ceremonia de la primera palada tuvo lugar el 7 de marzo de 1998.
Unos 5.000 miembros de la iglesia e invitados asistieron a la ceremonia de dedicación, que incluye una oración dedicatoria. El templo de Colonia Juárez es utilizado por más de 5.000 miembros repartidos en estacas afiliadas a la iglesia en Colonia Juárez, La Sierra, Sierra Madre y Colonia Dublán.

## Características
Los templos de la Iglesia de Jesucristo de los Santos de los Últimos Días son construidos con el fin de proveer ordenanzas y ceremonias consideradas sagradas para sus miembros y para quienes son necesarias para la salvación individual y la exaltación familiar. El templo de Colonia Juárez fue construido de mármol blanco, está situado en un terreno de 1 hectárea y tiene un total de 632 metros cuadrados de construcción, contando con un salón para dichas ordenanzas SUD y un salón de sellamientos matrimoniales. En la parte superior está coronado por una estatua del ángel Moroni tocando su clásica trompeta.

## Reapertura COVID-19
El Templo de Colonia Juárez comenzó su fase inicial de reapertura posterior a los cierres causados por las restricciones durante la pandemia de COVID-19 el 6 de junio de 2020, volviendo a cerrar un mes después, siendo uno de los últimos templos en volver a abirir. Se le permitió a los recién reabiertos templos solo realizar ceremonias matrimoniales por personas vivas sin permitir otras ceremonias eclesiásticas, el bautismo por los muertos y otras obras vicarias. En abril de 2022 el templo de Colonia Juárez reanudó sus actividades a favor de sus devotos sin restricciones donde las regulaciones del gobierno local lo permitaín. La iglesia permanece requiriendo citas previas para todas las ceremonias eclesiásticas del templo.